# 大海女神
大海女神（日语：ママコチャ），是日本現役純種競賽馬匹 。目前主要勝場有2023年短途馬錦標及2025年海洋錦標。

## 出賽前
2019年4月25日出生於北海道安平町北部牧場，所有權直接歸屬母系之馬主金子真人，馬主名義則以其公司金子真人控股註冊。
其後交由栗東訓練中心練馬師池江泰壽訓練。

## 競賽生涯

### 2歲
2021年6月26日出戰阪神競馬場2歲新馬戰，比賽途中於中團靠後位置推進，但於直路未能加速衝出而以第八大敗。
9月18日出戰2歲未勝利戰，未能壓制一同衝出的Pink Makfi及Pulsatilla下以第三落敗。
其後繼續出戰2歲未勝利戰，本次比賽採用先頭戰術下於第二的位置推進，進入直路後瞬間加速取得領先並繼續拉開和後方賽駒的距離，最終以2 1/2馬位優勢奪得首勝。
11月6日出戰夢幻錦標，比賽初段繼續以先行戰術推進，進入直路後嘗試加速迫近前方的賽駒，但最終仍然未能追上對手以第三完賽。

### 3歲
2022年年初出戰表列賽妖精錦標，雖然於直路不斷加速並成功跑出優秀的末腳速度，可惜仍然未能阻止前方誘道的走勢，以1 1/4馬位差距落敗。
其後主要以捷馬戰作爲主軸，並於3歲以上一捷馬戰、豐榮特別及納屋橋錦標中均表現出優秀的狀態，取得三連勝下成功晉級公開組。
12月17日挑戰三級賽綠松石錦標，比賽初段保持於有利位置推進，然而於直路未能保持節奏逐漸失速，最終僅跑獲第五。

### 4歲
2023年4月8日出戰阪神牝馬錦標，然而漏閘之下需要於後方位置追走，進入直路後亦未能響應騎師松山弘平的指揮加速，最終沉沒於馬群之中下以第九大敗。
5月28日出戰表列賽安土城錦標，比賽初段選擇於約莫第四的位置推進，並於比賽途中保持良好的節奏。進入直路後，其於所在位置展開加速，爆發優秀末腳速度下成功超越前方賽駒並拉開距離，最終拋離對手3馬位取勝。
進入夏季後縮程出戰北九州紀念，一直維持於先頭位置下於直路不斷衝出，雖然可以戰勝同爲先行馬的Stone Ridge等對手，但未能對領放的加市冠冕造成威脅，最終以1/2馬位差距落敗。
10月1日出戰短途馬錦標，賽前獲得第三人氣。比賽開始後，其保持於先頭位置對應前方加市冠冕的領放，並於通過彎道時候逐步發力進佔先頭位置。進入直路後，其繼續以優秀的反應進行加速，中段和於內欄衝出的消暑樂祭展開激烈的纏鬥，最終於終點先前成功率先透出，以鼻位優勢戰勝對手取得首個分級賽冠軍。

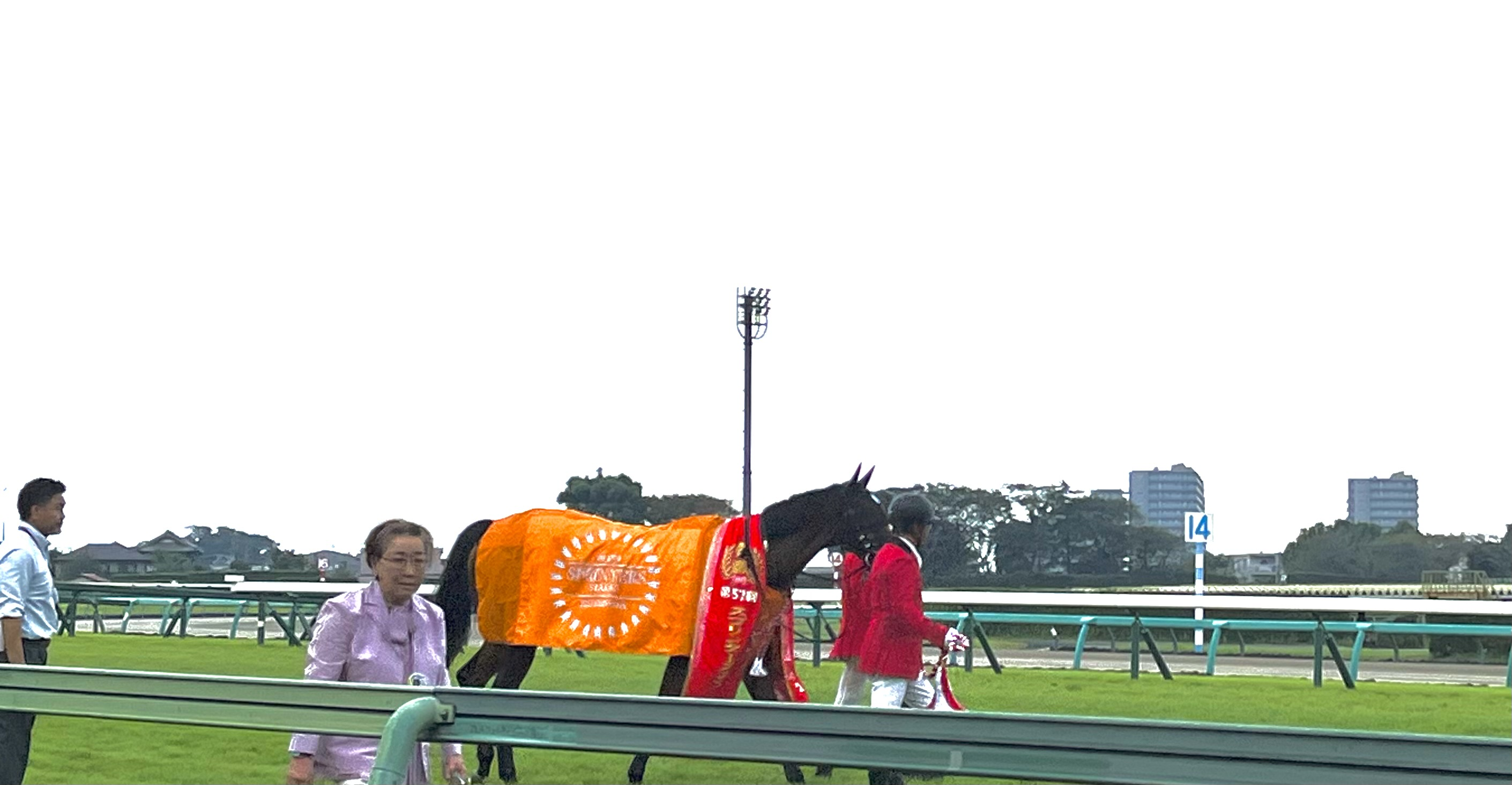
短途馬錦標頒獎儀式

其後出戰阪神盃作爲年間最後一場賽事，本次比賽其選擇先行戰術一直保持於約莫第三的較前位置，並於比賽途中跟隨領放馬極級必勝推進。進入直路後，其繼續保持速度於中檔位置展開衝刺，可惜未能進入全速狀態下逐漸比後方對手超越，最終以第五落敗。
年末，由於其於勝出短途馬錦標，因而於評選中獲得226票，成功壓贏高松宮紀念冠軍初勁取得最佳短途馬頭銜。

### 5歲
2024年首戰選擇為高松宮紀念，本次比賽保持選擇保持於先頭位置，但進入直路明顯未能於爛地上展開衝刺，最終逐步被其他賽駒超越下以第八落敗。
休養近半年後於人馬錦標復出，由於主戰騎師川田遠征韓國國際賽事，因而再次由鮫島克駿代打策騎，賽前為第四人氣。比賽開始後，其於最外檔18檔起步後迅速內閃取位，並進佔先頭約莫第五的位置逐步推進。進入直路後，其於中內欄位置開始突破並於中後段開始透出，可惜在最後關頭被外檔急襲的濠城超越，以1/2馬位差距落敗得第二。
其後選擇出戰短途馬錦標，以連霸為目標。比賽開始後，其於出閘順利之下逐步進佔中團靠前位置，並以穩定的節奏推進。進入直路後，其嘗試稍為加速衝出，但最終未能壓制其他對手下以第四落敗。
12月21日再度以阪神盃作為年度的收官之戰，比賽初段其選擇以前置的戰術展開賽事，一直維持於約莫第三左右的位置。進入直路後，其嘗試在中外檔的位置逐步透出，但未能展現出完全的壓制力下無法順利爆發速度，最終以第五的戰績完賽。

### 6歲
2025年首戰為3月的海洋錦標，比賽初段順利由外檔位置閃入內欄，維持在約莫第三的位置逐步推進。通過彎道進入直路後，其開始發力越過前方的賽駒進佔第二，在直路上繼續加速下迫近前方佔先的對手，最終在最後一步成功取得領先，以1/2馬位優勢取得勝利。
其後按照計劃出戰高松宮紀念，比賽初段因在外檔起步而順利搶佔位置，因而保持在外檔中團左右展開推進，同時在通過彎道之後稍微抽出望空發力。進入直路後，其嚮應騎師川田的指揮逐步由中檔位置加速，雖然一度超越前方的對手取得領先，但隨即被外檔勢頭更凌厲的里見夢境及奈村佳盈趕過，以第三的戰績完賽。
5月5日以京王盃春季盃作為目標，本次比賽選擇在內欄位置逐步取位，進佔先頭部隊之中後稍為抽出中檔。進入直路後，其順利進入狀態開始從空檔位置透出加速，但在中後段被外檔位置衝刺的濠城壓制下敗於對手取得第二。

### 詳細賽績
| 日期       | 舉辦國家 | 馬場 | 距離   | 級別 | 賽事名稱      | 負重 | 騎師     | 馬號 | 出馬 | 名次 | 時間   | 頭馬（二馬）     |
| ---------- | -------- | ---- | ------ | ---- | ------------- | ---- | -------- | ---- | ---- | ---- | ------ | ---------------- |
| 26/6/2021  | 日本     | 阪神 | 草1400 |      | 2歲新馬       | 54   | 福永祐一 | 17   | 17   | 8    | 1:24.8 | Tagano Finale    |
| 18/9/2021  | 日本     | 中京 | 草1600 |      | 2歲未勝利     | 54   | 岩田望來 | 4    | 13   | 3    | 1:36.9 | Pink Makfi       |
| 24/10/2021 | 日本     | 阪神 | 草1400 |      | 2歲未勝利     | 54   | 松山弘平 | 10   | 16   | 1    | 1:20.9 | （畫出浪漫）     |
| 6/11/2021  | 日本     | 阪神 | 草1400 | GIII | 夢幻錦標      | 54   | 藤岡佑介 | 9    | 10   | 3    | 1:21.5 | 水蝶舞           |
| 5/2/2022   | 日本     | 中京 | 草1600 | L    | 妖精錦標      | 54   | 岩田望來 | 2    | 10   | 2    | 1:34.2 | 誘道             |
| 19/6/2022  | 日本     | 阪神 | 草1400 |      | 3歲以上一捷馬 | 52   | 松山弘平 | 12   | 13   | 1    | 1:20.3 | （A Shin Pixel） |
| 30/7/2022  | 日本     | 新潟 | 草1600 |      | 豐榮特別      | 52   | 松山弘平 | 9    | 18   | 1    | 1:31.7 | （Vamos Road）   |
| 18/9/2022  | 日本     | 中京 | 草1600 |      | 納屋橋錦標    | 53   | 松山弘平 | 1    | 13   | 1    | 1:33.4 | （Wilhelm）      |
| 17/12/2022 | 日本     | 中山 | 草1600 | GIII | 綠松石錦標    | 53   | 松山弘平 | 2    | 16   | 5    | 1:33.7 | 紐約小姐         |
| 8/4/2023   | 日本     | 阪神 | 草1600 | GII  | 阪神牝馬錦標  | 55   | 松山弘平 | 5    | 12   | 9    | 1:34.6 | 活快美韻         |
| 28/5/2023  | 日本     | 京都 | 草1400 | L    | 安土城錦標    | 54   | 鮫島克駿 | 12   | 18   | 1    | 1:19.0 | （天驚地動）     |
| 20/8/2023  | 日本     | 小倉 | 草1200 | GIII | 北九州紀念    | 55.5 | 鮫島克駿 | 9    | 18   | 2    | 1:07.4 | 加市冠冕         |
| 1/10/2023  | 日本     | 中山 | 草1200 | GI   | 短途馬錦標    | 56   | 川田將雅 | 6    | 16   | 1    | 1:08.0 | （消暑樂祭）     |
| 23/12/2023 | 日本     | 阪神 | 草1400 | GII  | 阪神盃        | 56   | 川田將雅 | 13   | 17   | 5    | 1:19.5 | 出奇致勝         |
| 24/3/2024  | 日本     | 中京 | 草1200 | GI   | 高松宮紀念    | 56   | 川田將雅 | 14   | 18   | 8    | 1:09.9 | 消暑樂祭         |
| 8/9/2024   | 日本     | 中京 | 草1200 | GII  | 人馬錦標      | 57   | 鮫島克駿 | 18   | 18   | 2    | 1:07.8 | 濠城             |
| 29/9/2024  | 日本     | 中山 | 草1200 | GI   | 短途馬錦標    | 56   | 川田將雅 | 6    | 16   | 4    | 1:07.1 | 賢德之君         |
| 21/12/2024 | 日本     | 京都 | 草1400 | GII  | 阪神盃        | 56   | 川田將雅 | 15   | 18   | 5    | 1:20.3 | 奈村佳盈         |
| 1/3/2025   | 日本     | 中山 | 草1200 | GIII | 海洋錦標      | 56   | 川田將雅 | 11   | 15   | 1    | 1:07.1 | （巨星配對）     |
| 30/3/2025  | 日本     | 中山 | 草1200 | GI   | 高松宮紀念    | 56   | 川田將雅 | 15   | 18   | 3    | 1:08.2 | 里見夢境         |
| 5/5/2025   | 日本     | 東京 | 草1400 | GII  | 京王盃春季盃  | 56   | 川田將雅 | 3    | 12   | 2    | 1:18.5 | 濠城             |

## 血統簡介
父系大洋船爲美國生產的日本賽駒，於草地泥地賽事均有表現，曾勝出NHK一哩賽及日本盃泥地大賽。祖父French Deputy爲美國賽駒，生涯戰績不俗，曾勝出二級賽。
母系Buchiko爲日本賽駒，雖然曾勝出四場賽事，但生涯未突破條件戰級別。外祖父夏威夷王爲日本賽駒，生涯戰績極爲優秀，僅得一戰未能獲勝，曾勝出一級賽NHK一哩賽及東京優駿（日本打吡），爲日本史上首匹贏得變則二冠的賽駒。

### 血統表
| 父線：Vice Regent系（北地舞人系） |                              |                 |                    |
| 種馬 大洋船 1998年（灰色）        | French Deputy 1990年（栗色） | Deputy Minister | Vice Regent        |
| 種馬 大洋船 1998年（灰色）        | French Deputy 1990年（栗色） | Deputy Minister | Mint Copt          |
| 種馬 大洋船 1998年（灰色）        | French Deputy 1990年（栗色） | Mitterand       | Hold Your Peace    |
| 種馬 大洋船 1998年（灰色）        | French Deputy 1990年（栗色） | Mitterand       | Laredo Lass        |
| 種馬 大洋船 1998年（灰色）        | Blue Avenue 1990年（灰色）   | Classic Go Go   | Pago Pago          |
| 種馬 大洋船 1998年（灰色）        | Blue Avenue 1990年（灰色）   | Classic Go Go   | Classic Perfection |
| 種馬 大洋船 1998年（灰色）        | Blue Avenue 1990年（灰色）   | Eliza Blue      | Icecapade          |
| 種馬 大洋船 1998年（灰色）        | Blue Avenue 1990年（灰色）   | Eliza Blue      | Corella            |
| 繁殖雌馬 Buchiko 2012年（白色）   | 夏威夷王 2001年（棗色）      | 金滿寶          | 淘金者             |
| 繁殖雌馬 Buchiko 2012年（白色）   | 夏威夷王 2001年（棗色）      | 金滿寶          | Miesque            |
| 繁殖雌馬 Buchiko 2012年（白色）   | 夏威夷王 2001年（棗色）      | Manfath         | 最後大官           |
| 繁殖雌馬 Buchiko 2012年（白色）   | 夏威夷王 2001年（棗色）      | Manfath         | Pilot Bird         |
| 繁殖雌馬 Buchiko 2012年（白色）   | Shirayukihime 1996年（白色） | 週日寧靜        | Halo               |
| 繁殖雌馬 Buchiko 2012年（白色）   | Shirayukihime 1996年（白色） | 週日寧靜        | Wishing Well       |
| 繁殖雌馬 Buchiko 2012年（白色）   | Shirayukihime 1996年（白色） | Wave Wind       | Topsider           |
| 繁殖雌馬 Buchiko 2012年（白色）   | Shirayukihime 1996年（白色） | Wave Wind       | Storm and Sunshine |
| 雌系：號族：2-w                   |                              |                 |                    |
| 五代內近親交配：北地舞人 5×5      |                              |                 |                    |

## 命名由來
名字Mama Cocha（ママコチャ）出自印加神話中的大海及漁民之保護神科恰瑪瑪，香港則取其意，翻譯为「大海女神」。

## 外部連結
- 大海女神 netkeiba.com （页面存档备份，存于）
- 血統表 （页面存档备份，存于）